# Fisher Stevens
Fisher Stevens, pseudonimo di Steven Fisher (Chicago, 27 novembre 1963), è un attore e regista statunitense.
È conosciuto soprattutto per aver interpretato Ben Jahrvi in Corto circuito e Corto circuito 2, Eugene "La Piaga" Belford in Hackers e Chuck Fishman nella serie televisiva Ultime dal cielo.

## Biografia
Fisher Stevens nasce a Chicago, nell'Illinois. Nel 1986 fonda la compagnia teatrale Naked Angels Theatre Company con gli amici di vecchia data Rob Morrow, Nicole Burdette, Pippin Parker, Charle Landry, Nancy Travis e Ned Eisenberg. Possiede inoltre una società di produzione cinematografica chiamata GreeneStreet Films a New York. Verso la fine degli anni ottanta ha una relazione di tre anni con l'attrice Michelle Pfeiffer; i due si erano incontrati in occasione dello New York Shakespeare Festival in cui la Pfeiffer aveva il ruolo principale nella produzione La dodicesima notte, mentre Stevens recitava nel ruolo di Sir Andrew Aguecheek.
Per la televisione ha recitato in molti telefilm, tra i quali vanno ricordati Frasier, Friends, Law & Order - I due volti della giustizia, Key West e Lost. Ha anche interpretato la parte dell'assassino Alex Brady in un episodio della serie Colombo. Nel 1994 recitò al Lincoln Center, interpretando la parte di Jigger Craigin nel revival di Rodgers and Hammerstein Carousel. Sempre in ambito teatrale recitò il ruolo di David, il figlio adottivo di Harvey Fierstein nel film Amici, complici, amanti. Nel 2010 ha recitato in un episodio della serie televisiva Ugly Betty, dove ha interpretato il personaggio di Mr. Z., che inizialmente doveva essere un personaggio ricorrente nella serie, ma alla fine non fu così. Nel 2009 ha prodotto il documentario vincitore dell'Oscar al miglior documentario The Cove. Ha debuttato nella regia nel 2012 con il film Uomini di parola, con un cast che comprende Al Pacino e Christopher Walken.

## Filmografia

### Attore

#### Cinema
- The Burning, regia di Tony Maylam (1981)
- Promesse, promesse (Baby It's You), regia di John Sayles (1983)
- Fratello di un altro pianeta (The Brother from Another Planet), regia di John Sayles (1984)
- Flamingo Kid (The Flamingo Kid), regia di Garry Marshall (1984)
- Ritorno dalla quarta dimensione (My Science Project), regia di Jonathan R. Betuel (1985)
- Corto circuito (Short Circuit), regia di John Badham (1986)
- La moglie del capo (The Boss' Wife), regia di Ziggy Steinberg (1986)
- Corto circuito 2 (Short Circuit 2), regia di Kenneth Johnson (1988)
- Il giorno dell'intifada (Point of View), regia di David Cohen e Noam Yavor (1989)
- I maledetti di Broadway (Bloodhounds of Broadway), regia di Howard Brookner (1989)
- Il mistero Von Bulow (Reversal of Fortune), regia di Barbet Schroeder (1990)
- Bella, bionda... e dice sempre sì (The Marrying Man), regia di Jerry Rees (1991)
- Vediamoci stasera... porta il morto (Mystery Date), regia di Jonathan Wacks (1991)
- Bob Roberts, regia di Tim Robbins (1992)
- Eroe per caso (Hero), regia di Stephen Frears (1992)
- Lift, regia di Salomé Breziner – cortometraggio (1992)
- Party di capodanno (When the Party's Over), regia di Matthew Irmas (1993)
- Super Mario Bros., regia di Annabel Jankel e Rocky Morton (1993)
- Nina Takes a Lover, regia di Alan Jacobs (1994)
- Only You - Amore a prima vista (Only You), regia di Norman Jewison (1994)
- Cold Fever (Á köldum klaka), regia di Friðrik Þór Friðriksson (1994)
- Hackers, regia di Iain Softley (1995)
- The Pompatus of Love, regia di Richard Schenkman (1995)
- 4 giorni a settembre (O Que É Isso, Companheiro?), regia di Bruno Barreto (1997)
- Taxman, regia di Avi Nesher (1998)
- The Tic Code, regia di Gary Winick (1998)
- Famous - Lisa Picard Is Famous (Famous), regia di Griffin Dunne (2000)
- 3 A.M. - Omicidi nella Notte (3 A.M.), regia di Lee Davis (2001)
- Sam the Man, regia di Gary Winick (2001)
- Prison Song, regia di Darnell Martin (2001)
- Piñero - La vera storia di un artista maledetto (Piñero), regia di Leon Ichaso (2001)
- Undisputed, regia di Walter Hill (2002)
- Kill the Poor, regia di Alan Taylor (2003)
- Le ragazze dei quartieri alti (Uptown Girls), regia di Boaz Yakin (2003)
- Anything Else, regia di Woody Allen (2003)
- Easy Six - Gioco proibito (Easy Six), regia di Chris Iovenko (2003)
- On the Couch, regia di Tai Fauci – cortometraggio (2004)
- Factotum, regia di Bent Hamer (2005)
- Undiscovered, regia di Meiert Avis (2005)
- Doppia ipotesi per un delitto (Slow Burn), regia di Wayne Beach (2005)
- Che bel pasticcio (Kettle of Fish), regia di Claudia Myers (2006)
- Red Angel, regia di Matthew Ross – cortometraggio (2007)
- Awake - Anestesia cosciente (Awake), regia di Joby Harold (2007)
- Stelle emergenti (Rising Stars), regia di Daniel Millican (2010)
- The Experiment, regia di Paul Scheuring (2010)
- Henry's Crime, regia di Malcolm Venville (2010)
- Rio Sex Comedy, regia di Jonathan Nossiter (2010)
- Fake, regia di Gregory W. Friedle (2011)
- One for the Money, regia di Julie Anne Robinson (2012)
- LOL - Pazza del mio migliore amico (LOL), regia di Lisa Azuelos (2012)
- Grand Budapest Hotel (The Grand Budapest Hotel), regia di Wes Anderson (2014)
- La grande passione (United Passions), regia di Frédéric Auburtin (2014)
- Ave, Cesare! (Hail, Caesar!), regia di Joel ed Ethan Coen (2016)
- Motherless Brooklyn - I segreti di una città (Motherless Brooklyn), regia di Edward Norton (2019)
- The French Dispatch of the Liberty, Kansas Evening Sun, regia di Wes Anderson (2021)
- Asteroid City, regia di Wes Anderson (2023)
- Coup!, regia di Austin Stark e Joseph Schuman (2023)
- Il ministero della guerra sporca (The Ministry of Ungentlemanly Warfare), regia di Guy Ritchie (2024)

#### Televisione
- Una vita da vivere (One Life to Live) – soap opera, puntate sconosciute (1980)
- I Ryan (Ryan's Hope) – soap opera, puntate sconosciute (1983)
- CBS Schoolbreak Special – serie TV, episodio 1x04 (1984)
- Tall Tales & Legends – serie TV, episodio 1x06 (1986)
- Colombo (Columbo) – serie TV, episodio 8x02 (1989)
- I ragazzi della prateria (The Young Riders) – serie TV, episodio 1x19 (1990)
- The General Motors Playwrights Theater – serie TV (1991)
- Key West – serie TV, 13 episodi (1993)
- Friends – serie TV, episodio 1x13 (1995)
- Homicide (Homicide: Life on the Street) – serie TV, episodio 4x03 (1995)
- Law & Order - I due volti della giustizia (Law & Order) – serie TV, episodio 6x08 (1995)
- Il diritto di non parlare (The Right to Remain Silent), regia di Hubert de La Bouillerie – film TV (1996)
- Ultime dal cielo (Early Edition) – serie TV, 48 episodi (1996-2000)
- The Hunger – serie TV, episodio 2x22 (2000)
- Frasier – serie TV, episodio 8x20 (2001)
- Jenifer, regia di Jace Alexander – film TV (2001)
- 100 Centre Street – serie TV, episodio 2x08 (2001)
- Hack – serie TV, episodio 1x02 (2002)
- Hope & Faith – serie TV, episodio 1x14 (2004)
- Dr. Vegas – serie TV, episodio 1x03 (2004)
- Law & Order: Criminal Intent – serie TV, episodi 4x01-7x07 (2004, 2007)
- Lost – serie TV, 6 episodi (2007-2010)
- C'è sempre il sole a Philadelphia (It's Always Sunny in Philadelphia) – serie TV, episodio 4x08 (2008)
- Medium – serie TV, episodio 6x04 (2008)
- Numb3rs – serie TV, episodi 5x12-6x09 (2009)
- The Grean Teem, regia di Rob Morrow – film TV (2009)
- Ugly Betty – serie TV, episodio 4x11 (2010)
- The Mentalist – serie TV, episodio 2x21 (2010)
- Californication – serie TV, episodio 4x04 (2011)
- Damages – serie TV, 4 episodi (2011)
- Law & Order - Unità vittime speciali (Law & Order: Special Victims Unit) – serie TV, episodi 13x11-17x20 (2012, 2016)
- Elementary – serie TV, episodio 3x21 (2015)
- The Blacklist – serie TV, 15 episodi (2015-2022)
- The Night Of - Cos'è successo quella notte? (The Night Of) – miniserie TV, puntate 4-5-8 (2016)
- Red Oaks – serie TV, episodio 3x01 (2017)
- Vice Principals – serie TV, 4 episodi (2017)
- Succession – serie TV, 19 episodi (2019-2023)
- The Good Fight – serie TV, episodi 1x08-2x09-4x04 (2017-2020)
- Ripley – miniserie TV, 1 episodio (2024)

### Doppiatore
- È già college? (Daria in 'Is It College Yet?'), regia di Karen Disher (2002)
- Replay, regia di Lee Bonner (2003)
- The Lives They Lived, regia di Roger Ross Williams – film TV (2003)
- L'isola dei cani (Isle of Dogs), regia di Wes Anderson (2018)
- Palmer, regia di Fisher Stevens (2021)
- Sing 2 - Sempre più forte (Sing 2), regia di Garth Jennings (2021)

### Regista
- Just a Kiss (2002)
- Crazy Love, co-regia con Dan Klores – documentario (2007)
- Uomini di parola (Stand Up Guys) (2012)
- Mission Blue, co-regia con Robert Nixon – documentario (2014)
- Punto di non ritorno - Before the Flood (Before the Flood) (2016)
- Dirty Money – serie TV, episodi 1x06 (2018)
- And We Go Green – documentario (2019)
- Palmer (2021)

## Doppiatori italiani
Nelle versioni in italiano delle opere in cui ha recitato, Fisher Stevens è stato doppiato da:
- Luigi Ferraro in Undisputed, Awake - Anestesia cosciente, Law & Order - Unità vittime speciali (ep. 17x20)
- Mino Caprio in Corto circuito 2, Friends, Lost (st. 6)
- Antonio Sanna in Only You - Amore a prima vista, The French Dispatch of the Liberty, Kansas Evening Sun
- Danilo De Girolamo in Factotum, Ultime dal cielo
- Marco Mete in Homicide, The Blacklist
- Massimo Lodolo in The Experiment, Numb3rs
- Oliviero Dinelli in Damages, Asteroid City
- Alberto Bognanni in One for the Money, Ave, Cesare!
- Manfredi Aliquò ne I ragazzi della prateria
- Massimo Rossi in Corto circuito
- Gaetano Varcasia in Bella, bionda... e dice sempre sì
- Oreste Baldini in Vediamoci stasera... porta il morto
- Enrico Chirico in Bob Roberts
- Lucio Saccone in Super Mario Bros.
- Maurizio Romano in Hackers
- Sergio Di Giulio in Undiscovered
- Franco Zucca in Doppia ipotesi per un delitto
- Francesco Meoni in LOL - Pazza del mio migliore amico
- Claudio Moneta in Law & Order: Criminal Intent
- Stefano Mondini in Lost (st. 3-4)
- Roberto Stocchi in Law & Order - Unità vittime speciali (ep. 13x11)
- Davide Marzi in Elementary
- Enzo Avolio in Red Oaks
- Enrico Pallini in The Night Of - Cos'è successo quella notte?
- Gerolamo Alchieri in Motherless Brooklyn - I segreti di una città
- Vittorio Guerrieri in Colombo
- Luigi Scribani in Succession
- Ambrogio Colombo in Ripley

Da doppiatore è sostituito da:
- Gianluca Tusco in L'isola dei cani